# 大賊鷗
大賊鷗是賊鷗科賊鷗屬的一種候鳥，分佈於大西洋北至中部沿岸地區。成鳥數量約有32,600-34,500隻。

## 分佈與遷徙
繁殖於挪威至斯瓦爾巴群島、法羅群島到丹麥、冰島、蘇格蘭和其周邊群島。通常在法國和伊比利亞半島的大西洋海岸越冬，年青的更可以飛到佛得角、巴西海岸和加勒比地區，小數在加拿大紐芬蘭大淺灘越冬。

## 形態
喙前端鈎曲。頭、頸及胸部以下皆為暗灰褐色，背暗褐色。初級飛羽基本白色，中央尾羽略長而尖。

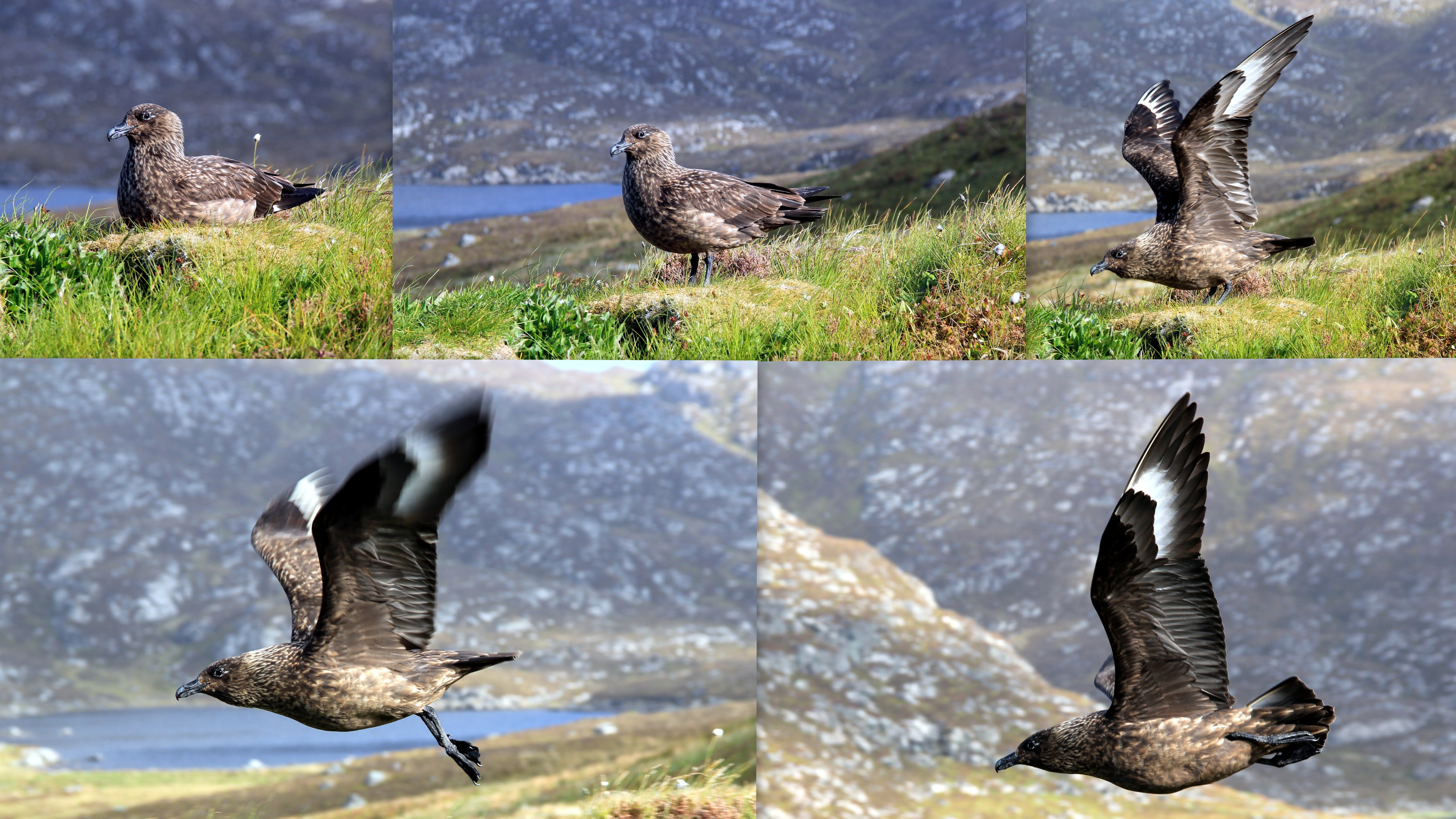
起飛的形態

## 習性
大部份時間是在開闊的海面上飛翔。生活習性獨特，主要靠掠奪其他海鳥的食物作為食物，因而得名。繁殖期始於5月，選址於島上有植被覆蓋的平地，遠離於人類。大部份雌鳥會在距離其出生地1公里內地區繁殖。

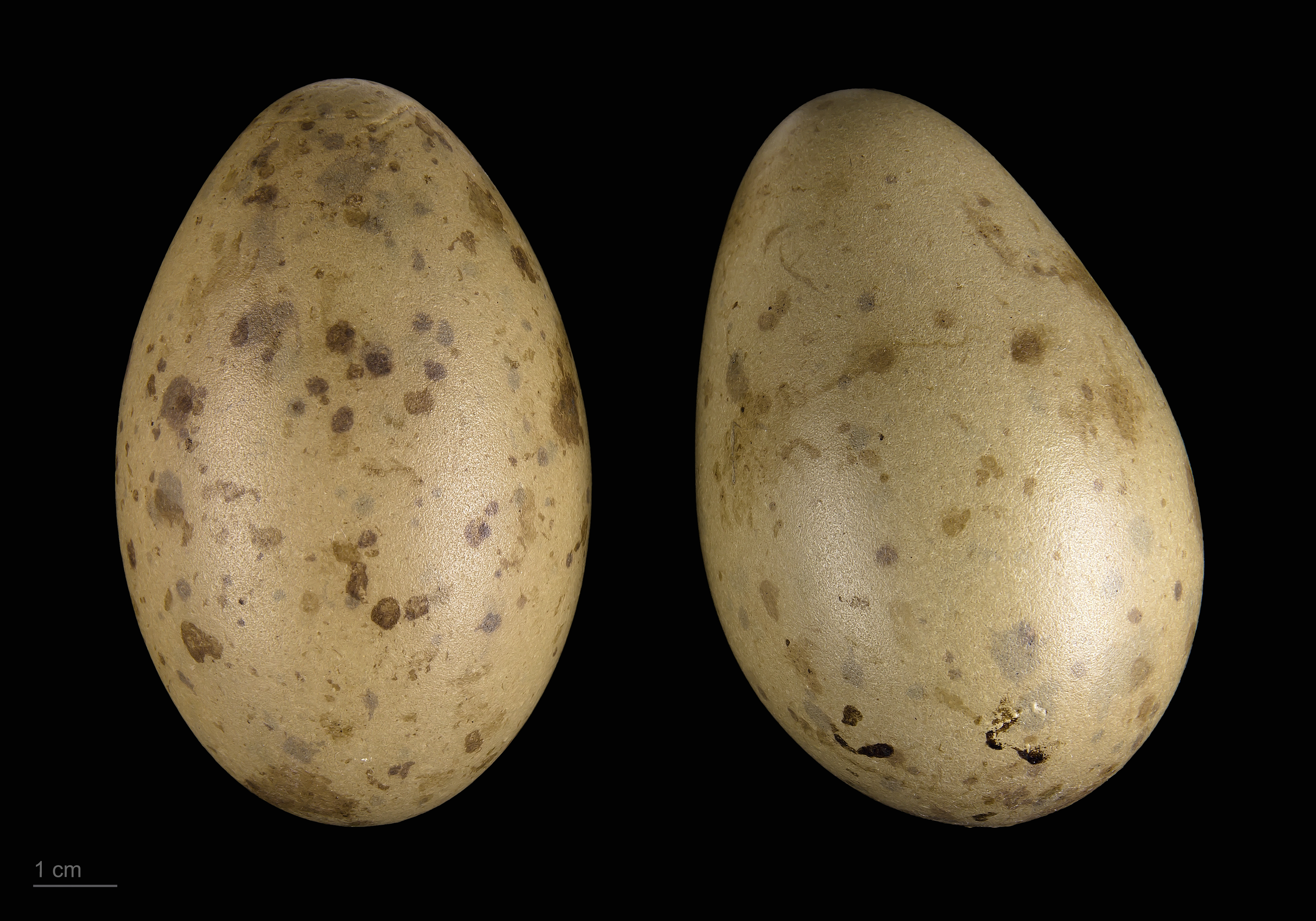
卵 Stercorarius skua

## 腳註
1. ↑  BirdLife International. 2016. Catharacta skua. The IUCN Red List of Threatened Species 2016: e.T22694160A86840861. http://dx.doi.org/10.2305/IUCN.UK.2016-3.RLTS.T22694160A86840861.en. （英文）
2. ↑  BirdLife International. 2015. European Red List of Birds. Office for Official Publications of the European Communities, Luxembourg.
3. 1 2  del Hoyo, J., Elliott, A., and Sargatal, J. 1996. Handbook of the Birds of the World, vol. 3: Hoatzin to Auks. Lynx Edicions, Barcelona, Spain.